# Karst eslovaco

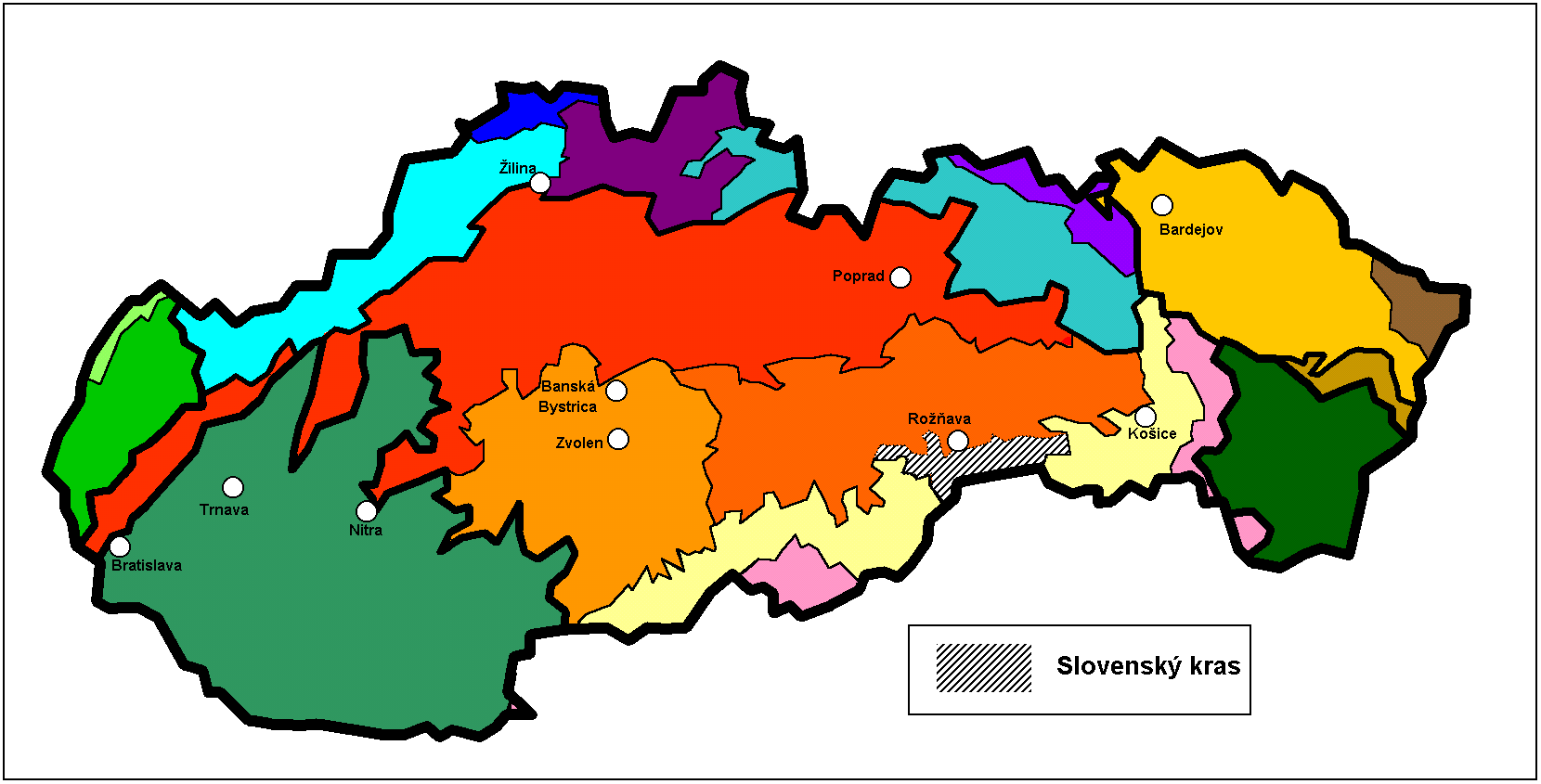
Karst eslovaco en Eslovaquia.

El Karst eslovaco (en sueco: Slovenský kras) es una de las cordilleras de los montes Slovenské rudohorie en los Cárpatos de Eslovaquia meridional. Está formado por un complejo de enormes llanuras y mesetas karsticas. Desde 1973 es un área de paisaje protegido. El 1 de marzo de 2002 se declaró el parque nacional del Karst eslovaco. Es también una reserva de la biosfera de la Unesco y parte de él forma parte del sitio Patrimonio de la Humanidad de la Unesco denominado Grutas kársticas de Aggtelek y del karst eslovaco.

## Características
El pico más alto es Jelení vrch con 947 m AMSL. Ríos importantes son el Slaná (Sajó), el Štítnik y el Turňa. El karst eslovaco queda en la zona templada septentrional con cuatro temporadas diferenciadas. El área está compuesta por varias capas de dolomita y caliza del Mesozoico, por debajo de la cual hay arenisca no permeable, caliza y pizarra. Las llanuras están cubiertas por bosques de roble y carpe, las colinas con bosques de roble y los hoyos de karst por bosques de picea. Los bosques de haya están en las partes que dan al norte.

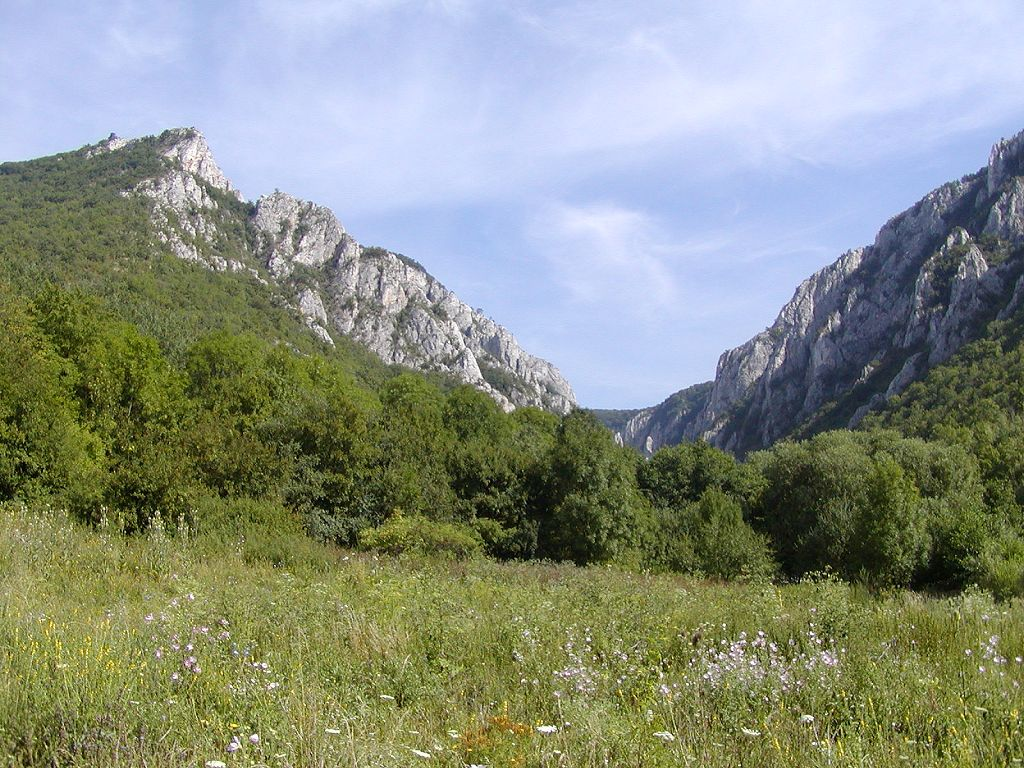
Zádielska tiesňava (cañón Zádiel).

Las llanuras tienen muchas formaciones kársticas, como hoyos de karst con diámetros de hasta 250 m y profundidades de alrededor de 45 m, colinas cónicas, valles cegados y semicegados. El karst subterráneo se conoce por sus profundos abismos verticales, como:
- Čertova diera (literalmente, el Agujero del Diablo; profundidad: 186 m)
- Brázda (181 m)
- Malá železná priepasť (Pequeño abismo de hierro; 142 m)
- Diviačia priepasť (Abismo del Jabalí; 122 m)

Algunos de los abismos se han derrumbado, especialmente el Silická ľadnica (Abismo de hielo de Silická; 110 m)
La región es conocida sobre todo por sus muchas cuevas, entre las cuales está la cueva de Domica, cueva de aragonito Ochtinská (Ochtinská aragonitová jaskyňa), cueva de Gombasek (Gombasecká jaskyňa) y cueva Jasovská (Jasovská jaskyňa) están abiertas al público. Otras cuevas notables son la de Krásnohorská (Krásnohorská jaskyňa) y la de Hrušovská (Hrušovská jaskyňa).
La región también incluye los lagos kársticos. El lago más grande es Jašteričie jazero (literalmente, el Lago Lagarto), "Gyükerréti-tó" en húngaro.
El Karst eslovaco también tiene plantas raras, por ejemplo:
- Erythronium dens-canis (un resto del Terciario)
- Onosma tornensis (endémico)
- Sesleria heufleriana (endémico)
- Dianthus lumnitzerii (endémico)

y animales raros, por ejemplo:
- Águila imperial (Aquila heliaca)
- Águila culebrera europea (Circaetus gallicus)
- Cernícalo primilla (Falco naumanni)

## Subdivisión
Partes (de oeste a este):
- Jelšavský kras (literalmente karst de Jelšava)
- Koniarska planina (Llanura Koniarska)
- Plešivská planina (Llanura Plešivská)
- Silická planina (Llanura Silická)
- Turnianska planina (Llanura Turnianska); véase también Turňa
- Horný vrch (Montaña Superior)
- Dolný vrch (Montaña Inferior)
- Zádielska planina (Llanura Zádielska)
- Jasovská planina (Llanura Jasovská)